# Oscillatore al cristallo
Un oscillatore al cristallo è un circuito elettronico che usa la risonanza meccanica di un cristallo piezoelettrico vibrante per ottenere un segnale elettrico caratterizzato da una frequenza molto precisa. Questa frequenza è comunemente usata per mantenere una sincronia (come negli orologi al quarzo), per ottenere un segnale di clock stabile per i circuiti integrati digitali, e per stabilizzare la frequenza dei segnali nei trasmettitori radio.

## Storia
La forma tradizionale nonché più comune di risuonatore piezoelettrico usato nell'elettronica è stato il cristallo di quarzo, utilizzato nei cosiddetti oscillatori al quarzo. La piezoelettricità fu scoperta da Jacques e Pierre Curie nel 1880. Paul Langevin durante la prima guerra mondiale studiò l'utilizzo dei risuonatori al quarzo nei sonar. Il primo oscillatore elettronico controllato da un cristallo, in particolare da un sale di Rochelle, fu costruito nel 1917 e brevettato nel 1918 da Alexander M. Nicholson dei Bell Laboratories, benché tale precedenza fu messa in discussione da Walter Guyton Cady. Cady costruì il primo oscillatore al quarzo nel 1921. Altri tra i primi innovatori della tecnologia degli oscillatori al quarzo furono G. W. Pierce e Louis Essen.
Gli oscillatori al quarzo furono sviluppati per ottenere riferimenti con alta stabilità in frequenza durante gli anni venti e trenta. Dal 1926 gli oscillatori al quarzo furono usati per controllare la frequenza delle stazioni radio broadcasting e diventarono popolari tra i radioamatori. Alcune ditte cominciarono in questo periodo a produrre cristalli di quarzo. Usando dei metodi che ora sarebbero definiti primitivi, nel 1939 negli Stati Uniti furono prodotti 100000 cristalli di quarzo. Tale materiale diventò quindi molto importante durante la guerra, e la maggior parte di esso fu importato dal Brasile.
Benché il materiale scelto per gli oscillatori sia spesso il quarzo, stanno diventando sempre più comuni risonatori che usano anche altri materiali di tipo ceramico.

## Funzionamento

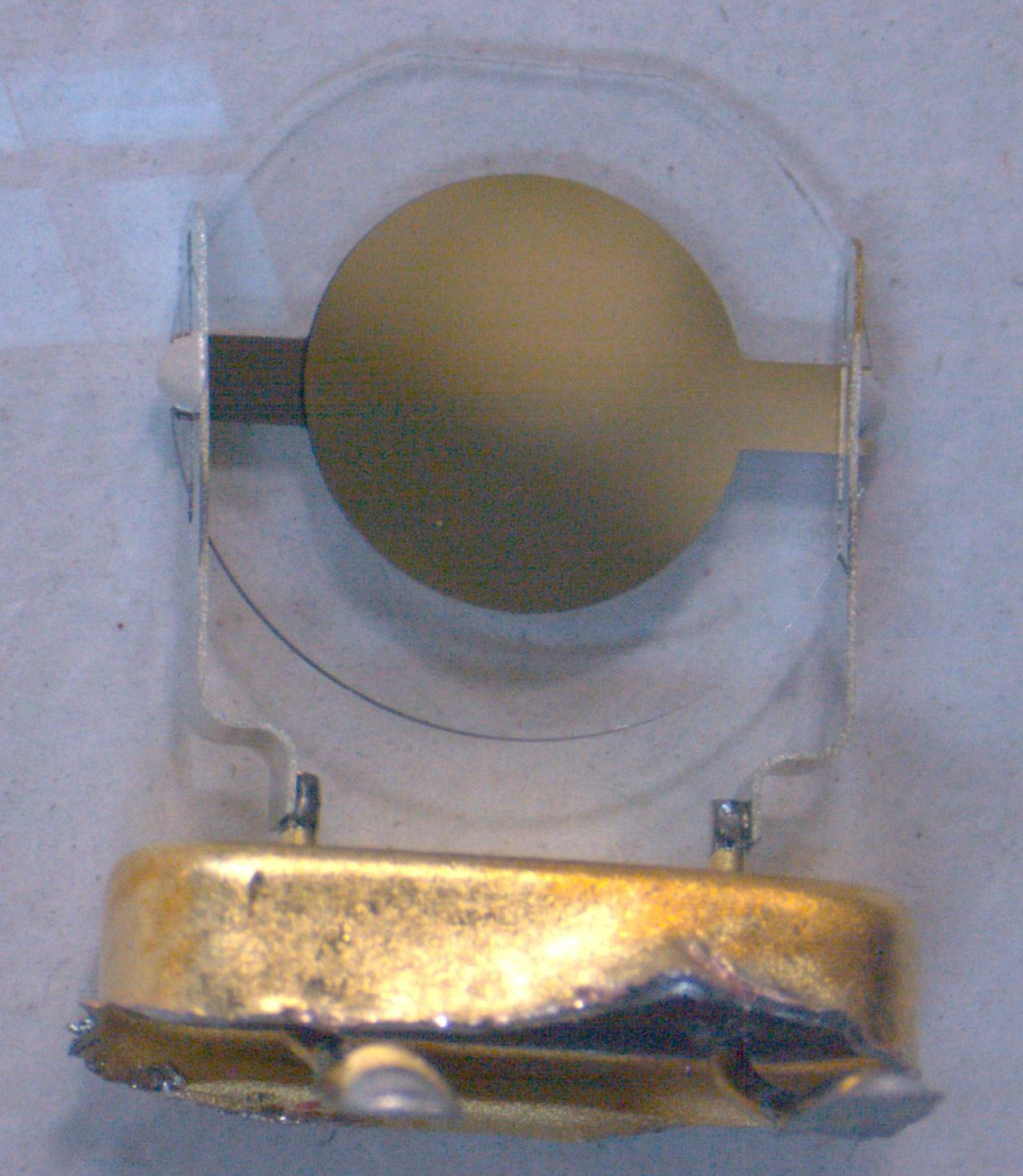
Interno di un moderno cristallo di quarzo ad alte prestazioni, in un contenitore HC-49.

Un cristallo è un solido in cui gli atomi, le molecole o gli ioni che lo costituiscono sono disposti in un ordine regolare, ripetuto in tutte e tre le dimensioni spaziali.
Quando un cristallo di quarzo è tagliato e montato in maniera appropriata, può essere usato per distorcere un campo elettrico applicandogli una tensione tramite un elettrodo vicino o sopra il cristallo. Questa proprietà è chiamata piezoelettricità. Quando il campo viene rimosso, il quarzo genera un campo elettrico finché non ritorna alla sua forma precedente, e tale fenomeno genera una tensione. Il risultato è che il cristallo di quarzo si comporta come un circuito composto di un induttore, un condensatore e un resistore, con una precisa frequenza di risonanza (simile a un circuito RLC).
Il quarzo ha l'ulteriore vantaggio che le sue costanti elastiche e la sua dimensione cambiano in modo tale che la dipendenza della frequenza dalla temperatura sia molto bassa. La caratteristica specifica dipende dal modo della vibrazione e dall'angolo con cui il cristallo è stato tagliato (in relazione ai suoi assi cristallografici). In questa maniera, la frequenza di risonanza del cristallo, non cambia in modo significativo. Questo significa che un orologio, un filtro o un oscillatore al quarzo rimane sempre accurato. Per applicazioni critiche, tipico esempio i frequenzimetri di classe elevata, l'oscillatore al quarzo è inserito in un contenitore controllato in temperatura, chiamato crystal oven (TCXO), e può essere montato su un ammortizzatore per prevenire gli effetti di eventuali vibrazioni meccaniche provenienti dall'esterno.
Praticamente qualsiasi oggetto fatto di un materiale elastico può essere usato come un cristallo, con trasduttori appropriati, poiché tutti gli oggetti hanno delle frequenze naturali di risonanza. Per esempio, l'acciaio è molto elastico ed è caratterizzato da un'alta velocità di propagazione del suono. È spesso usato perciò in filtri meccanici prima del quarzo. Le frequenze di risonanza dipendono dalla dimensione, dalla forma, dall'elasticità e dalla velocità del suono nel materiale. I cristalli caratterizzati da alte frequenze di risonanza sono spesso tagliati nella forma di un semplice piatto rettangolare. Quelli a bassa frequenza invece, come quelli usati negli orologi digitali, vengono tagliati con la forma di un diapason. Per applicazioni che non necessitano di una temporizzazione molto precisa, viene spesso usato un risuonatore ceramico a basso costo piuttosto che un cristallo di quarzo.
I cristalli di quarzo utilizzati per temporizzazioni sono prodotti per frequenze che vanno da poche decine di kilohertz a decine di megahertz. La gran parte dei cristalli di quarzo prodotti viene usata in dispositivi come orologi da polso, radio, computer e telefoni cellulari, ma essi sono presenti anche in strumentazioni di test e misura, come contatori, generatori di segnali e oscilloscopi.

## Circuito elettrico
Ovviamente per far oscillare un quarzo serve un circuito elettrico

### Oscillatore di Pierce

Esempio semplificato di oscillatore Pierce

L'esempio tipico di oscillatore al quarzo in risonanza parallela è il Pierce qui mostrato in tutta la sua semplicità ed affidabilità

### Oscillatore di Butler
Il Butler è un oscillatore di altissima qualità a risonanza serie destinato alla sola produzione di strumenti di misura e sistemi in cui servano prestazioni di stabilità ed F(150) altissime col difetto di avere un circuito da calibrare spesso individualmente.

## Modellazione

### Modello elettrico

Circuito equivalente che modella un quarzo all'interno di un oscillatore.

Un cristallo di quarzo può essere modellato come una rete elettrica con un punto di risonanza a bassa impedenza serie e un punto ad alta impedenza parallelo molto vicini in frequenza. Matematicamente, usando la Trasformata di Laplace, l'impedenza di tale rete può essere scritta come:
{\displaystyle Z(s)=\left({{\frac {1}{s\cdot C_{1}}}+s\cdot L_{1}+R_{1}}\right)||\left({\frac {1}{s\cdot C_{0}}}\right)}
cioè:
{\displaystyle Z(s)={\frac {s^{2}+s{\frac {R_{1}}{L_{1}}}+{\omega _{s}}^{2}}{(s\cdot C_{0})[s^{2}+s{\frac {R_{1}}{L_{1}}}+{\omega _{p}}^{2}]}}}
{\displaystyle \Rightarrow \omega _{s}={\frac {1}{\sqrt {L_{1}\cdot C_{1}}}},\quad \omega _{p}={\sqrt {\frac {C_{1}+C_{0}}{L_{1}\cdot C_{1}\cdot C_{0}}}}=\omega _{s}{\sqrt {1+{\frac {C_{1}}{C_{0}}}}}\approx \omega _{s}\left(1+{\frac {C_{1}}{2C_{0}}}\right)\quad (C_{0}\gg C_{1})}
dove {\displaystyle s} è la frequenza complessa ({\displaystyle s=j\omega }), {\displaystyle \omega _{s}} è la pulsazione di risonanza serie e {\displaystyle \omega _{p}} è la pulsazione di risonanza parallelo.

### Modi di risonanza
Un cristallo di quarzo ha sia una risonanza serie che una parallelo. La risonanza serie è più bassa di pochi kilohertz rispetto a quella parallelo. I cristalli al di sotto di 30 MHz lavorano generalmente tra la risonanza serie e quella parallelo; ciò significa che il cristallo presenta una reattanza di tipo induttivo. Aggiungendo un'ulteriore capacità ai capi del cristallo si ottiene uno spostamento della risonanza parallelo verso il basso. Questo può essere utilizzato per aggiustare la frequenza alla quale l'oscillatore risuona. I produttori dei cristalli normalmente tagliano e regolano i loro cristalli per ottenere una specifica frequenza di risonanza con un carico capacitivo noto aggiunto al componente. Per esempio, un cristallo 6 pF 32 kHz ha una risonanza parallelo di 32768 Hz se gli viene aggiunta una capacità di 6,0 pF. Senza tale capacità, la sua frequenza di risonanza sarebbe più elevata.
Il limite pratico per un risuonatore a cristallo "semplice" è intorno ai 30 MHz, che corrispondono al minimo spessore di quarzo che è possibile ottenere. I cristalli per frequenze superiori (fino a >200 MHz) sono composti di un numero dispari di lastrine identiche incollate insieme (quarzi 'overtone'), e lavorano ad una frequenza multipla di quella delle lastrine componenti: un quarzo composto di tre lastrine oscillerà a una frequenza tripla di quella delle lastrine componenti. Sono impiegati generalmente in risonanza serie, dove l'impedenza è minima e pari alla resistenza serie. Per questi cristalli invece della capacità parallelo è specificata la resistenza serie (<100 Ω). Per raggiungere frequenze più elevate, il cristallo può essere fatto risuonare a uno dei suoi modi più elevati, a frequenze multiple (armoniche) di quella di risonanza fondamentale. In particolare, vengono usate esclusivamente le armoniche dispari. Questi cristalli sono chiamati ad esempio cristalli alla terza, quinta o anche settima armonica. Per ottenere ciò, il circuito oscillatore contiene tipicamente anche un ulteriore circuito LC per selezionare l'armonica superiore desiderata.

### Effetti termici
La caratteristica di frequenza del cristallo dipende dalla forma e dal taglio con cui è stato fabbricato. Un cristallo a forma di diapason è tipicamente tagliato in modo che la caratteristica frequenza-temperatura sia una curva parabolica centrata intorno ai 25 °C. Questo significa che un oscillatore che utilizza un tale cristallo risuonerà alla frequenza specificata alla temperatura ambiente, ma oscillerà più lentamente sia a temperature più alte che più basse. Un tipico coefficiente della parabola per un cristallo a forma di diapason a 32 kHz è −0,04 ppm/°C².
{\displaystyle f=f_{0}[1-0{,}04\ {\mbox{ppm}}(T-T_{0})^{2}]}
Nelle applicazioni reali, ciò significa che un orologio che usa un tale oscillatore al quarzo manterrà una buona temporizzazione alla temperatura ambiente, mentre perderà 2 minuti all'anno a 10 °C sopra o sotto tale temperatura e 8 minuti all'anno a 20 °C di differenza.